# Juan de Médici (1498-1526)
Juan de Médici o Giovanni de Medici (6 de abril de 1498 - 30 de noviembre de 1526), apodado Juan de las Bandas Negras o Giovanni delle Bande Nere (en italiano), fue un célebre condotiero florentino del renacimiento italiano. Debe su sobrenombre a la decisión de añadir a su escudo de armas unas bandas de luto cuando falleció su tío, el papa León X.

## Primeros años
Nació en Forlì, hijo de Juan de Médici (il Popolano) y de Catalina Sforza, una de las mujeres más famosas del Renacimiento. Originalmente fue bautizado como Ludovico, pero cuando su padre murió seis meses después de su nacimiento, su madre lo rebautizó como Giovanni, castellanizado "Juan". Desde una edad temprana mostró una gran aptitud para las actividades físicas y de combate; aprendiendo pronto esgrima e hípica. A los 12 años cometió su primer asesinato y, debido a su comportamiento, se le expulsó dos veces de Florencia, por lo que fue llamado por sus enemigos como "il Gran Diavolo".

## Matrimonio
Juan de Médici se casó con María Salviati y tuvo un hijo, Cosme (1519-1574), que llegó a ser gran duque de Toscana.
Se hizo condotiero, prestando sus servicios al Papa León X -Juan Lorenzo de Médici, primo de su padre- y recibió su bautismo de fuego a los 18 años, en la guerra contra Francesco Maria della Rovere, duque de Urbino. Venció en 22 días.
En diciembre de 1521, murió León X y Juan añadió a su insignia unas bandas negras, en señal de duelo por su protector y pariente. De ahí el apelativo de Giovanni delle Bande Nere y el de su escuadra mercenaria, las Bandas Negras.

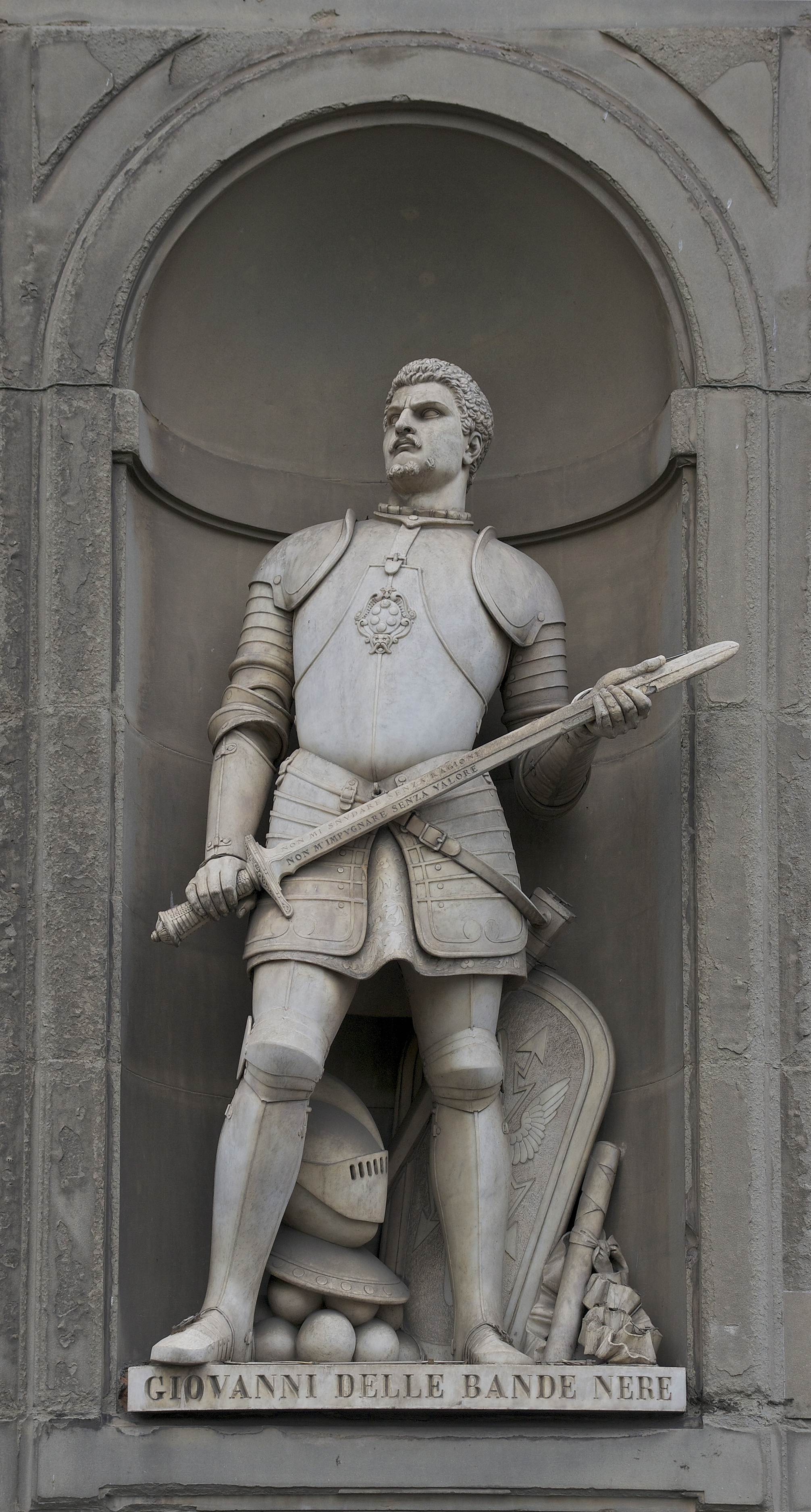
Estatua de Juan de Médici en la Galería Uffizi

Inicialmente a las órdenes del jefe hispanoimperial Prospero Colonna, Médici y su grupo se pasaron en 1522 al servicio de los franceses, aparentemente por su rivalidad con otro comandante papal, Guido Rangoni, nombrado comandante en vez de él. Lucharon en el bando francés contra Colonna en la batalla de Bicoca, pero fueron vencidos.

## Muerte
Después de una corta, pero ilustre vida militar, Juan murió a causa de la gangrena en Mantua, el 30 de noviembre de 1526, cuatro días después de que un disparo de falconete le hiriera en un muslo en una batalla cerca de Governolo (Roncoferraro), contra los lansquenetes del Sacro Imperio Romano Germánico durante la Guerra de la Liga de Cognac. Su derrota permitió la reunión de las tropas imperiales con las de Carlos III de Borbón en Fiorenzuola d'Arda. La temprana muerte de Juan marcó el fin de la era de los condottieri y sus tácticas de guerra, muy enfocadas en la caballería pesada, que habían quedado a merced de la nueva artillería móvil. Se le recuerda por tanto, como el último gran condottiero. Su reputación se debe en parte a Pietro Aretino, amigo íntimo y autor de versos eróticos muy comentados en la época. Aretino estuvo presente en su lecho de muerte y en una carta famosa describió la escena -se necesitaron 10 hombres para sujetarle mientras le amputaban la pierna- y su coraje ante la muerte.

## Juan de Médici en el cine
Los últimos días de Juan de Médici fueron representados en la película italiana El oficio de las armas (Il mestiere delle armi, 2001), de Ermanno Olmi.